# Faramontanos de Tábara
Faramontanos de Tábara település Spanyolországban,  Zamora tartományban. Faramontanos de Tábara Tábara, Friera de Valverde, Burganes de Valverde, Bretocino, Bretó és Moreruela de Tábara községekkel határos. Lakosainak száma 340 fő (2024).

## Népesség
A település népessége az utóbbi években az alábbiak szerint változott:
| Lakosok száma | 499  | 494  | 468  | 435  | 400  | 373  | 355  | 330  | 335  | 340  |
|               | 2001 | 2004 | 2007 | 2009 | 2012 | 2014 | 2017 | 2019 | 2022 | 2024 |